# Самаркандский областной краеведческий музей
Самаркандский областной краеведческий музей —  музей исторического профиля в Самарканде, посвящённый истории местного края с древнейших времён до начала XX века. C 1982 находится в составе Самаркандского музея-заповедника.

## О музее
Музей был открыт в декабре 1981 года в бывшем особняке купца первой гильдии Абрама Калантарова, строившемся по проекту архитектора Е. О. Нелле в стиле историзма с 1902 по 1916 год. 
Интерьеры здания всегда вызывают большой интерес у посетителей. В его отделке принимали участие опытные мастера — усто Камол, усто Садык, усто Хафиз и другие. Строительство особняка обошлось хозяину дома более чем в 130 тысяч рублей золотом. Сегодня особняк по праву считается памятником архитектуры начала XX века и охраняется государством. Яркая колоритная гостинная — мехмонхона, как и некоторые другие залы, сохранила свое первозданное убранство. Стоимость работ по оформлению гостинной обошлась хозяину особняка в 16 тысяч рублей золотом.
C 1982 года краеведческий музей находится в составе Самаркандского музея-заповедника.

### Экспозиция
В экспозиции музея два отдела: отдел природы и отдел истории. Все комнаты внутри особняка вытянуты в ряд, образуя анфиладу. Расположенный на первом этаже музея отдел истории знакомит с самобытной историей края с древнейших времён до начала XX века, местами обитания первобытного человека, образованием Согда, одного из древнейших государств Средней Азии, памятниками материальной культуры раннего, развитого и позднего средневековья, традиционной национальной культурой обычаями и обрядами народов края.
Обращают на себя внимание интерьеры отдела истории. Гостиная особняка строилась в 1914 году, когда в моду вошёл стиль модерн, элементы которого такие как витражи, ажурные металлические перила для лестничных клеток, нарядные печи причудливо сочетаются с резным деревянным потолком, расписаным масляными красками. Стены оформлены многоплановой резьбой по ганчу. Техника «пардоз». Привлекательны ганчевые панжара (решётки) в сочетании с витражами из цветного стекла. Отличаются изяществом отделки и неповторимым рисунком керамические печи. Нарядная, сияющая хрустальная люстра прекрасно сочетается с убранством мехмонхоны. В гостиной особняка выставлена мебель «стиля ампир» конца ХVIII начала XIX века. По одной из версий, мебель могла принадлежать императору Наполеону и была привезена в Санкт Петербург императором Александром I и подарена одному из царедворцев. 
Отдел природы располагается на втором этаже и знакомит посетителей с богатейшей флорой и фауной края. Здесь выставлены редкие гербарии и чучела диких животных.
В данное время в музее функционирует выставка «Евреи края в прошлом и настоящем» организованная при поддержке международной организации Джойнт. Экспонаты рассказывают об истории квартала Яхудиён, о жизни, обычаях, обрядах евреев края.
Сегодня в экспозиции музея выставлено более 2000 экспонатов.